# سليم السقا
سليم مصطفى سليم السقا (وُلد في عام 1954 في خان يونس) محامي وسياسي فلسطيني، ووزير العدل الفلسطيني منذ 2 يونيو 2014، وُلد بخانيونس عام 1954، وأكمل تعليمه الأساسي فيها، ثم حصل على بكالوريوس في الحقوق من جامعة الإسكندرية عام 1978. رُشح في 2003 لرئاسة مجلس المعهد القضائي.

## الانتخابات التشريعية 2006
ترشح السقا في عام 2006 لانتخابات المجلس التشريعي عن دائرة خانيونس، كمرشح مستقل.

## وزارة العدل
تولى السقا وزارة العدل في حكومة الوفاق الوطني الفلسطيني، منذ 2 يونيو 2014، برئاسة رامي الحمد الله.

## مواقف وآراء
شارك السقا على مدار السنوات السابقة في الدعوة لتحقيق المصالحة الفلسطينية، وقد اشتهر برفضه للمحاكمات العسكرية الإسرائيلية.